# 京都府道27号池辺京田線
京都府道27号池辺京田線（きょうとふどう27ごう いけうちきょうだせん）は、京都府舞鶴市字行長から同市字京田に至る主要地方道に指定された府道である。

## 概要
東舞鶴から西舞鶴にかけて舞鶴市の内陸部を通り、経路には舞鶴若狭自動車道の舞鶴西ICと接続している。

### 路線データ
- 起点：舞鶴市字池辺[1][注釈 1][2]
- 終点：舞鶴市字京田[1]
- 重要な経過地：なし[1]
- 路線延長：8.4071 km（実延長）[3]

## 歴史
本路線は、道路法（昭和27年法律第180号）第7条の規定に基づいた京都府の一般府道として1959年（昭和34年）に初めて認定した282路線のうちの1つである浜福知山線と布敷公文名線を、1980年（昭和55年）に池辺京田線および舞鶴綾部福知山線に再編して生じた路線である。1982年（昭和57年）の第5次主要地方道指定時に建設省が池辺京田線を主要地方道に指定、昇格して現在に至る。

### 年表
- 1959年（昭和34年）12月18日 - 京都府が浜福知山線（舞鶴市字浜 - 福知山市、重要な経過地：綾部市梅迫町、整理番号：一般地方道177号）、布敷公文名線（舞鶴市字布敷 - 舞鶴市字公文名、整理番号：一般地方道212号）としてそれぞれ府道路線認定[4]。
- 1980年（昭和55年）1月8日 - 京都府が池辺京田線（舞鶴市字池辺 - 舞鶴市字京田、整理番号：一般地方道297号）として府道路線認定し[5]、府道舞鶴和知線および府道池辺京田線との重用区間以外と府道布敷公文名線を併せる形態で一般地方道177号を浜福知山線から舞鶴綾部福知山線（舞鶴市字公文名 - 福知山市、重要な経過地：綾部市梅迫町）に変更[6]。同日、布敷公文名線を廃止[7]。
- 1982年（昭和57年）4月1日 - 建設省が府道池辺京田線を池辺京田線（舞鶴市字池辺 - 舞鶴市字京田）として主要地方道に指定[8]。
- 1983年（昭和58年）2月1日 - 京都府が府道路線を認定した告示の一部を改正し、整理番号を一般地方道297号から主要地方道27号に変更[1]。
- 1988年（昭和63年） - 建設中の舞鶴西ICと国道27号を繋ぐ堀トンネルが完成[9]。
- 1991年（平成3年）3月26日 - 舞鶴自動車道（当時）舞鶴西IC供用開始[10]。

## 地理

### 通過する自治体
- 京都府
  - 舞鶴市

### 交差する道路
- 京都府道51号舞鶴和知線：舞鶴市字行永（起点）
- 京都府道74号舞鶴綾部福知山線：舞鶴市字布敷 - 同市字堀（重用）
- 舞鶴若狭自動車道：舞鶴西IC
- 国道27号：舞鶴市字京田（終点）

### 沿線
- 京都府立舞鶴支援学校